# Thamnistes anabatinus
Thamnistes anabatinus là một loài chim trong họ Thamnophilidae.